# Hans-Georg Dallmer

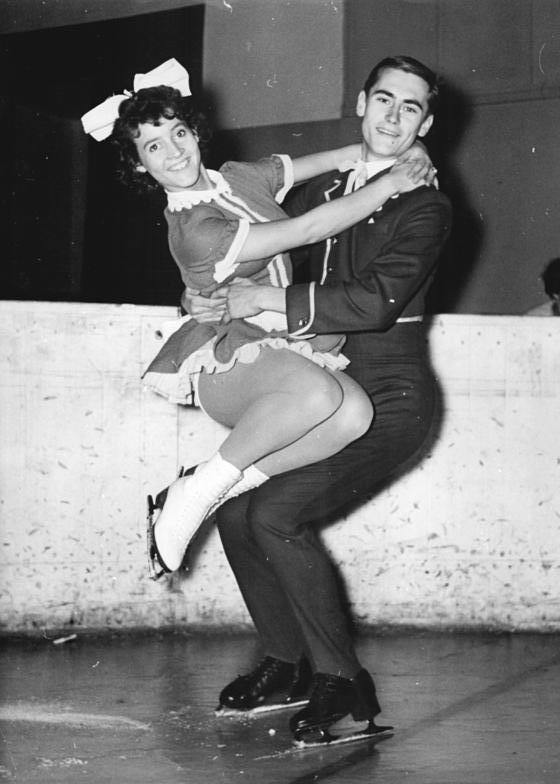
Müller und Dallmer Weihnachten 1960 in der Werner-Seelenbinder-Halle

Hans-Georg Dallmer (* 1. Dezember 1942 in Berlin)  ist ein ehemaliger deutscher Eiskunstläufer.
Hans-Georg Dallmer startete zusammen mit Irene Müller im Paarlauf. Das Paar startete für die DDR für den SC Dynamo Berlin. Sie nahmen auch an den Olympischen Winterspielen 1968 teil. Das Paar wurde zweimal DDR-Meister.

## Erfolge/Ergebnisse als Eiskunstlaufpaar
| Wettbewerb/Wintersaison | 1960 | 1961 | 1962 | 1963 | 1964 | 1965 | 1966 | 1967 | 1968 |
| ----------------------- | ---- | ---- | ---- | ---- | ---- | ---- | ---- | ---- | ---- |
| Olympische Winterspiele | –    | –    | –    | –    | –    | –    | –    | –    | 9.   |
| Weltmeisterschaften     | –    | –    | 9.   | –    | –    | 8.   | 7.   | –    | 8.   |
| Europameisterschaften   | –    | 9.   | 5.   | 10.  | –    | 5.   | 5.   | 12.  | 7.   |
| DDR-Meisterschaften     | 2.   | 2.   | 2.   | 2.   | 2.   | 1.   | –    | –    | 1.   |